# Billigheim-Ingenheim
Billigheim-Ingenheim är en kommun i Landkreis Südliche Weinstraße i förbundslandet Rheinland-Pfalz i Tyskland. Kommunen bildades 7 juni 1969 genom en sammanslagning av kommunerna Appenhofen, Billigheim, Ingenheim  och Mühlhofen.
Kommunen ingår i kommunalförbundet Verbandsgemeinde Landau-Land tillsammans med ytterligare 13 kommuner.